# Wangunreja
Wangunreja is een bestuurslaag in het regentschap Sukabumi van de provincie West-Java, Indonesië. Wangunreja telt 4911 inwoners (volkstelling 2010).